# Božo Milanović
Msgr. Božo Milanović (Kringa, 10. listopada 1890. – Pazin, 28. prosinca 1980.), bio je hrvatski katolički svećenik, pisac filozofskih i povijesnih djela, izdavač te politički djelatnik iz Istre. 
Ima velike zasluge za sjedinjenje Istre s domovinom Hrvatskom.

## Životopis
Božo Milanović rođen je u Kringi 1890. godine u hrvatskoj seljačkoj obitelji oca Jakova i majke Ane. Osnovnu školu polazio je u rodnome mjestu. Nakon pet razreda osnovne škole upisao je prvi razred hrvatske klasične "Carsko-kraljevske velike državne gimnazije" u Pazinu. Za svećenika zaređen je 7. srpnja 1914. godine u Trstu, a mladu misu obavio je u Kringi. Teologiju studirao je u Gorici. Doktorirao je u Beču 1919. godine.
Za vrijeme talijanske fašističke uprave u Istri bio je jedan od rijetkih koji su političkim djelovanjem promicali prava netalijanskog stanovništva, posebice hrvatske i slovenske inteligencije, koja je bila proganjana ili joj je prijetila asimilacija.
Bio je na glasu kao narodnjak. 
Početkom 1920-ih godina je u Kringi, gdje ga kao deklariranog hrvatskog domoljuba, tj. protivnika talijanizacije više puta tjelesno napadaju fašisti - još prije njihovog dolaska na vlast u Italiji. Godine 1922. postavljen je za kapelana u Trstu. U vrijeme izbora za talijanski parlament 1922. godine zapaljen mu je župni dvor, a njega samoga su fašisti (koji još nisu bili na vlasti u Italiji, ali su u Istri snažno djelovali) pretukli. Nakon toga nastavlja kao katolički svećenik djelovati u Trstu, gdje se uključuje u djelatnost mjesnih slovenskih društvenih i političkih udruženja (surađuje osobito s listom "Edinost"), te nastavlja djelovati u Hrvatskima. Od 1923. godine je predsjednik Istarskog književnog društva sv. Ćirila i Metoda (Današnje Istarsko književno društvo "Juraj Dobrila"; 1923. godine je nosilo naziv Društvo sv. Mohora) i dugo godina upravljao je tim društvom; bogata izdavačka djelatnost tog društva obuhvaća i djela koja je on sam napisao. Od 1941. do kapitulacije Italije u rujnu 1943. godine talijanske su ga vlasti bile internirale u Bergamu. 
Najpoznatiju ulogu imao je kao jedan od predstavnika Istre na Mirovnoj konferenciji u Parizu 1946. godine na kojoj se odlučivalo o sudbini Istre nakon rata. Podatci koje su prikupili mons. Božo Milanović, Zvonimir Brumnić i drugi hrvatski svećenici - jugoslavenski komunisti, pa i Jugoslavija u cjelini su oskudijevali s intelektualcima dovoljno upućenima u problematiku međunacionalnih odnosa na području koje je bilo predmet razgraničavanja - bili su među glavnim argumentima zašto je Istra pripala Hrvatskoj koja je bila dijelom Jugoslavije. Granice su dogovorene Pariškim mirovnim sporazumom 1947. godine po etničkom načelu, pa je zbog toga načela Trst pripao Italiji, a Istra Hrvatskoj. Glavni dokument po kome se u Parizu postupalo bila je Spomenica hrvatskog svećenstva u Istri Savezničkoj komisiji za razgraničenje Julijske krajine donesena u Pazinu 12. veljače 1946. godine. Spomenicu je donio "Zbor svećenika sv. Pavla za Istru", a potpisali su je predsjednik Tomo Banko, tajnik Miro Bulešić, odbornici Božo Milanović, Leopold Jurca, Josip Pavlišić, Antun Cukarić i Srećko Štifanić, kao i 48 članova odbora. Svećenici su u spomenici prikazali sve strahote koje su od Talijana podnosili Hrvati naročito svećenici od 1918. do 1943. godine, ali je Istra i pokraj toga ostala nastanjena u velikoj većini Hrvatima, pa zbog toga treba zauvijek pripasti jedino Hrvatskoj.
U Trstu je 1946. godine pokrenuo list Gore srca.
Svoj angažman na Mirovnoj konferenciji dogovorio je Božo Milanović u izravnom razgovoru sa šefom komunističke Jugoslavije Josipom Brozom Titom; dogovorivši ujedno odobrenje da može u Istri početi djelovati hrvatsko katoličko sjemenište sa sjedištem u Pazinu; Milanović će potom postati i ravnatelj tog sjemeništa. Ravnateljem sjemenišne gimnazije Milanović je bio od 1947. do 1968. godine, od 1955. do 1965. godine bio je i upravitelj Visoke teološke škole u Pazinu - koja je jedno vrijeme bila jedina visokoškolska katolička ustanova na području čitave Jugoslavije, kojoj je bilo dopušteno djelovati (objektivno je Bogoslovija u Rijeci koja je zatvorena odlukom komunističkih vlasti preseljena u Pazin, gdje je B. Milanović mogao osigurati nastavak rada studija). Njegove odnose s komunističkim vlastima - s kojima je surađivao lakše nego većina katoličkih svećenika njegovog doba - ostao je obilježen njegovom poznatom izrekom: "Režimi prolaze, narod ostaje."
Godine 1962. dobio je počasni doktorat teologije Zagrebačkog sveučilišta.
Milanović je uspio preživjeti poslijeratne progone katolika u Istri, a mnogi njegovi bliski suradnici bili su meta totalitarističkom režimu. Prema svjedočenju suca Ivana Motike koje je dokumentirao povjesničar i svećenik Ivan Grah, dok su ljudi kao on (Motika) bili u Istri, štitili su narodnjake, i tako se do kraja 1944. godine donekle poštivalo svećenike i narodnjake, a onda su njih maknuli. Motika je svjedočio Grahu da se fakultetski obrazovani nisu trpjeli s običnim Partijcima te da je Centralni komitet vjerovao onima neobrazovanim s kojima su stvarali novu Jugoslaviju, pa jer su iz CK računali na to da Saveznici neće doći u Istru, onda su likvidirali narodnjake, pa su npr. 15 dana prije nego što je okončao rat likvidirali i oca današnjeg porečko-pulskog biskupa Milovana, te sve koji su bili desna ruka Boži Milanoviću.
Umro je u Pazinu 1980. godine, a pokopan je na pazinskome groblju Moj mir.

## Djela
- Istra u osvitu narodnog preporoda: 1797-1860, knjiga, Pazin, 1960.
- Kozmologija, knjiga, Pazin, 1967.
- Hrvatski narodni preporod u Istri, knj. 1: 1797 - 1882., Pazin, 1967.; knj. 2: 1883 - 1947., Pazin, 1973. (2. izd. Knj. 1: (1797 - 1882), Pazin, 1991.)
- Metafizička psihologija, knjiga, Pazin, 1968.
- Etika, knjiga (3. izd. Pazin, 1968.)
- Logika i noetika, Pazin, 1968
- Ontologija, knjiga, Pazin, 1969.
- Povijest filozofije, knjiga, Pazin, 1970.
- Teodiceja, knjiga, Pazin, 1970.
- Preporoditelj Istre biskup dr. Juraj Dobrila, Pazin, 1970.
- Eksperimentalna psihologija, knjiga (3. izd. Pazin, 1964., 4. izd. Pazin, 1971.)
- Oče naš, molitvenik, Pazin, 1974.
- Moje uspomene: (1900-1976), knjiga, Pazin, 1976.
- Istra u 20. stoljeću: zabilješke i razmišljanja o proživljenom vremenu, knj. 1: Pod Austrijom i Italijom, Pazin, 1992.; knj. 2: Rat i oslobođenje, Pazin, 1996.
- Hrvatska granica u sjeverozapadnoj Istri, članak, Nova Istra 18 (2013.), 1/2(47); str. 284-286.

## Odličja i priznanja
- 1973.: Orden zasluge za narod sa srebrnom zvijezdom.
- 1978.: Orden zasluge za narod sa srebrnim zracima.
- 1980.: Plaketa Republičke konferencije SSRN, priznanje za njegov dugogodišnji politički i društveni rad.

## Spomen
- Zbog svih zasluga na mirovnoj konferenciji u Parizu kao i za ostatak Milanovićeva djelovanja, u Kringi je u njegovu čast postavljena spomen-ploča na zgradi u kojoj je živio i radio od 1918. do 1922. godine. Ploču su postavili mještani Kringe 12. listopada 1990. godine, povodom proslave 100. obljetnice njegova rođenja.[11]
- Na Milanovićevoj je rodnoj kući u Kringi 10. listopada 2015. godine otkrivena spomen-ploča. Postavljena je uz 125. obljetnicu rođenja, 35. obljetnicu smrti i 70. obljetnicu Milanovićeve Prve čitanke za hrvatske osnovne škole u Istri. Ploču su postavili Župa Kringa i Družba Braća Hrvatskoga Zmaja.[1][12]

## Vanjske poveznice
- Stipan Trogrlić, Nacionalnopreporodni rad mons. Bože Milanovića u tršćanskom razdoblju 1922. – 1945. // Histria: godišnjak Istarskog povijesnog društva, sv. 1, br. 1, str. 137. – 173. (2011.) (Hrčak)
- Ivan Okmaca, Božo Milanović (1890.-1980.) Diplomski rad  Arhivirana inačica izvorne stranice od 15. veljače 2019. (Wayback Machine), Sveučilište Jurja Dobrile u Puli, Filozofski fakultet, Odsjek za povijest, Pula, 2017., unipu.hr
- Zvonimir Despot, Kako su Božo Milanović i drugi istarski svećenici zaslužni što je Istra u Hrvatskoj, (članak sadrži Izviješće mons. Bože Milanovića o sastanku predstavnika Zbora svećenika sv. Pavla za Istru s predstavnicima Savezničke Komisije za razgraničenje Julijske krajine u Pazinu 19. ožujka 1946.), vecernji.hr,  18. lipnja 2013.